# Jewgeni Olegowitsch Konobri
Jewgeni Olegowitsch Konobri (russisch Евгений Олегович Конобрий; * 17. August 1985 in Magnitogorsk, Russische SFSR) ist ein russischer Eishockeytorwart. 

## Karriere
Jewgeni Konobri begann seine Karriere als Eishockeyspieler in seiner Heimatstadt in der Nachwuchsabteilung des HK Metallurg Magnitogorsk, für dessen zweite Mannschaft er in der Saison 2003/04 in der drittklassigen Perwaja Liga aktiv war. Anschließend spielte der Torwart zwei Jahre lang für Gornjak Rudny in der kasachischen Meisterschaft, ehe er je eine Spielzeit bei Neftjanik Leninogorsk und Disel Pensa in der Wysschaja Liga, der zweiten russischen Spielklasse, verbrachte. Von 2008 bis 2010 kam er regelmäßig für den HK Spartak Moskau in der Kontinentalen Hockey-Liga zum Einsatz. Auch die Saison 2010/11 begann er bei Spartak in der KHL, wurde jedoch nach einem schwachen Auftritt zu Spartaks Farmteam PHK Krylja Sowetow Moskau aus der neuen zweiten russischen Spielklasse, der Wysschaja Hockey-Liga, geschickt. Dort bestritt er ebenfalls nur ein Spiel, ehe er die gesamte restliche Spielzeit beim Zweitligisten HK Lada Toljatti verbrachte. 
Seit der Saison 2011/12 spielt Konobri wieder für Disel Pensa in der Wysschaja Hockey-Liga.